# Haumaniastrum
Haumaniastrum là một chi thực vật có hoa trong họ Hoa môi (Lamiaceae).

## Loài
Chi Haumaniastrum gồm các loài: